# Myriotrema parvidiscum
Myriotrema parvidiscum är en lavart som beskrevs av Sipman 1994. Myriotrema parvidiscum ingår i släktet Myriotrema och familjen Thelotremataceae.   Inga underarter finns listade i Catalogue of Life.